# Elecciones municipales de Venezuela de 2013
Las elecciones municipales de Venezuela de 2013 se tenían previsto realizarlas el domingo 14 de abril de 2013, pero debido a la muerte del presidente Hugo Chávez y el anuncio de nuevas elecciones presidenciales para el mismo día, el Consejo Nacional Electoral decidió posponerlas para el 8 de diciembre de 2013. En ella se eligieron a los alcaldes de los municipios de Venezuela y de los distritos especiales como lo son el Distrito Metropolitano de Caracas y el Distrito Metropolitano del Alto Apure, así como los representantes nominales y listas a los consejos Municipales y a los cabildos metropolitanos, para el período 2013-2017.
Los resultados ofrecidos por el CNE indican una victoria del PSUV y sus aliados en la mayoría de los municipios del país, ya que obtuvieron 240 de las 337 alcaldías, pese a que las grandes ciudades quedaron regidas por candidatos opositores  además de obtener la mayoría de los concejos municipales y mayoría de votos a nivel nacional con 5.216.522 votos para la alianza oficialista lo que representa 48,69%, mientras que la alianza opositora MUD obtuvo 4.373.910 votos para 39,34%, mientras la disidencia del oficialismo alcanzó 561.723 (5,05%) y la de la oposición 274.634 (2,47%). El resto de los sufragios fueron obtenidos por otros partidos políticos, los cuales totalizaron 283.169 votos (2,55%) y los sufragios nulos que se registraron fueron 412.977 (3,77%).
La oposición habría obtenido al menos 81 alcaldías, lo que supone un incremento de 33,9% frente a los 56 burgomaestres que ostentaba desde hace cuatro años, incluyendo varias de las más importantes del país, como la Alcaldía mayor de Caracas, y las ciudades de Maracaibo, Valencia, San Cristóbal y Barquisimeto. También mantuvo todos sus espacios en el este de Caracas, incluyendo Chacao, Baruta, Sucre y el Hatillo.

## Candidatos a las principales ciudades de Venezuela
Candidatos de los distritos metropolitanos, capitales y principales ciudades de cada estado.
| Ciudad Municipio                                                 | Candidatos MUD (Partido político)                                                                  | Candidatos GPP (Partido político)                             | Candidatos disidentes / independientes (Partido político) |  |
| Caracas Distrito Metropolitano de Caracas                        | Antonio Ledezma ABP                                                                                | Ernesto Villegas PSUV                                         | Gilda Expósito UNPARVE Luis Reyes ORA José Berroteran MR Daniel Tellis PODER LABORAL Ernesto Acosta NUVIPA Andrés J Bello MAS Miguel A. Hernández PSL                                                                   |  |
| Libertador, Distrito Capital Municipio Libertador                | Ismael García Mesa de la Unidad Democrática                                                        | Jorge Rodríguez Gómez PSUV                                    | Félix Rodríguez MR Javier Peñaloza PODER LABORAL Dusacar Rojas NUVIPA Andrés Durán Ríos Yvan Olivares Luis Velásquez Brígida García                                                                                     |  |
| Baruta, Miranda Municipio Baruta                                 | Gerardo Blyde MUD (UNIDAD DR)                                                                      | Winston Vallenilla PSUV                                       | David Fory OPINA María Verdeal MAS José Contreras Guillermo Saavedra ORA Daniella Castro María Longart Luis Aparicio Rogerio Suárez NUVIPA                                                                              |  |
| Sucre, Miranda Municipio Sucre                                   | Carlos Ocariz Primero Justicia MAS                                                                 | Antonio Álvarez PSUV                                          | Jota Contreras OPINA |  |
| El Hatillo, Miranda Municipio El Hatillo                         | David Smolansky Voluntad Popular Diana D'Agostino Acción Democrática Elías Sayegh Primero Justicia | Miguel Mariño PSUV                                            | Héctor Catalán Bernard Faucher |  |
| Chacao, Miranda Municipio Chacao                                 | Ramón Muchacho Primero Justicia                                                                    | Titina Azuaje PSUV                                            | |  |
| Puerto Ayacucho, Amazonas Municipio Atures                       | Adriana González Un Nuevo Tiempo                                                                   | Delkis Bastidas PSUV                                          | |  |
| Barcelona, Estado Anzoátegui Municipio Simón Bolívar             | Carlos Andrés Michelangeli Acción Democrática                                                      | Guillermo Martínez PSUV                                       | |  |
| Puerto La Cruz, Estado Anzoátegui Municipio Juan Antonio Sotillo | Marcos Figueroa Medina DALE                                                                        | Magglio Ordóñez PSUV                                          | |  |
| Lechería, Estado Anzoátegui Municipio Diego Bautista Urbaneja    | Gustavo Marcano Primero Justicia                                                                   | María Emilia Escar PSUV                                       | Víctor Hugo Figueredo MAS |  |
| El Tigre, Estado Anzoátegui Municipio Simón Rodríguez            | José Brito Avanzada Progresista                                                                    | Jesús Figuera PSUV                                            | Ernesto Paraqueima MAS |  |
| Apure Distrito Metropolitano del Alto Apure                      | Milvier Gutiérrez Voluntad Popular                                                                 | José Petete Alvarado PSUV                                     | Jorge Rodríguez VBR |  |
| San Fernando de Apure, Municipio San Fernando                    | Efraín Yadala Acción Democrática                                                                   | Ofelia Padrón PSUV                                            | |  |
| Maracay, Aragua Municipio Girardot                               | Tonny Real Avanzada Progresista                                                                    | Pedro Bastidas PSUV                                           | Germán Tovar Poder Laboral Blanca Angarita Joseph Zammour Vanguardia Bicentenaria Republicana Salomón Padrón NUVIPA Wilmer Rivas PROCOMUNIDAD Pedro Elías Hernández OPINA Emilio Bastidas Partido Socialismo y Libertad |  |
| Cagua, Aragua Municipio Sucre                                    | Luis Zambrano COPEI                                                                                | Eusebio de la Cruz Agüero Sequera PSUV                        | José Manuel Da Cámara Movimiento Ecológico de Venezuela |  |
| La Victoria, Aragua Municipio José Félix Ribas                   | Luis Blanco Avanzada Progresista                                                                   | Juan Carlos Sánchez PSUV                                      | |  |
| Barinas, Barinas Municipio Barinas                               | José Luis Machín Acción Democrática                                                                | Edgardo Ramírez PSUV                                          | Abundio Sánchez VBR |  |
| Ciudad Bolívar, Bolívar Municipio Heres                          | Víctor Fuenmayor Un Nuevo Tiempo                                                                   | Sergio Hernández PSUV                                         | |  |
| Ciudad Guayana, Bolívar Municipio Caroní                         | Wilson Castro Primero Justicia                                                                     | José Ramón López PSUV                                         | |  |
| Valencia, Carabobo Municipio Valencia                            | Miguel Cocchiola Voluntad Popular                                                                  | Miguel Flores PSUV                                            | |  |
| Puerto Cabello, Carabobo Municipio Puerto Cabello                | Ylidio Abreu Un Nuevo Tiempo                                                                       | Rafael Lacava PSUV                                            | |  |
| San Diego, Carabobo Municipio San Diego                          | Vicencio Scarano Cuentas Claras                                                                    | Rigoberto Oropeza PSUV                                        | |  |
| Naguanagua, Carabobo Municipio Naguanagua                        | Alejandro Feo La Cruz Proyecto Venezuela                                                           | José Rafael Gil PSUV                                          | |  |
| Miranda, Carabobo MunicipioMiranda                               | Jesús Miguel Un Nuevo Tiempo                                                                       | Wilfredo Abreu PSUV                                           | |  |
| Tucupita, Delta Amacuro Municipio Tucupita                       | Omer Figueredo COPEI                                                                               | Alexis Rafael González PSUV                                   | |  |
| Punto Fijo, Falcón Municipio Carirubana                          | Gustavo Rivero Acción Democrática                                                                  | Alcides José Goitía Chirinos PSUV                             | |  |
| Coro, Falcón Municipio Miranda                                   | Víctor Jurado Primero Justicia                                                                     | Pablo Acosta PSUV                                             | |  |
| San Juan de los Morros, Guárico Municipio Juan Germán Roscio     | Douglas Gonzales Un Nuevo Tiempo                                                                   | Gustavo Méndez PSUV                                           | |  |
| Calabozo, Guárico Municipio Miranda                              | Francisco Delgado Acción Democrática                                                               | Zobeida El Hinnaoui PSUV                                      | |  |
| Valle de la Pascua, Guárico Municipio Leonardo Infante           | Pedro Loreto MUD MAS                                                                               | Juan Ortuño PSUV PODEMOS PCV TUPAMARO REDES UPV CRV NCR JOVEN | Jorge Carpio (Juan BIMBA) Wilfredo Zamora (NAVIPA) Rafael Ortega (PRT) Pablo Alvarado (PPT) Octavio Guerra (VBR) Rita Tama Saukas (PSOEV)                                                                               |  |
| Barquisimeto, Lara Municipio Iribarren                           | Alfredo Ramos La Causa R                                                                           | Luis Alfonso Bohórquez PSUV                                   | |  |
| Cabudare, Lara Municipio Palavecino                              | José Barreras Avanzada Progresista                                                                 | Víctor Delgado PSUV                                           | Yelitze Martínez Bandera Roja PROComunidad Movimiento Ecológico de Venezuela Alianza para el Cambio |  |
| Mérida Municipio Libertador                                      | Carlos García Primero Justicia                                                                     | María Alejandra Castillo PSUV                                 | José Luis Prado MOVEV Simón Rodríguez VBR PSL |  |
| El Vigía Municipio Alberto Adriani                               | Juan Peña Un Nuevo Tiempo                                                                          | Rodolfo Zerpa PSUV                                            | Robert Ramos PCV |  |
| Ejido Municipio Campo Elías                                      | Omar Lares Avanzada Progresista                                                                    | José Manuel Avendaño PSUV                                     | |  |
| Tovar Municipio Tovar                                            | Jeny Janeth Molina Acción Democrática/MR/MAS/MOVEV                                                 | Iván Puliti PSUV                                              | Tommy Alvarado Poder Laboral/PIEDRA/Juan Bimba/ORA Sonia Castro PMI / Vanguardia Popular |  |
| Los Teques, Miranda Municipio Guacaipuro                         | Romulo Herrera Un Nuevo Tiempo                                                                     | Francisco Garcés PSUV                                         | |  |
| Maturín, Monagas Municipio Maturín                               | Warner Jiménez Voluntad Popular                                                                    | José Maicavares PSUV                                          | Numa Rojas Poder Laboral |  |
| La Asunción, Nueva Esparta Municipio Arismendi                   | Richard Fermín Primero Justicia                                                                    | Luis Díaz PSUV                                                | Juan carrasco |  |
| Porlamar, Nueva Esparta Municipio Mariño                         | Alfredo Díaz Acción Democrática                                                                    | Dante Rivas PSUV                                              | |  |
| Guanare, Portuguesa Municipio Guanare                            | Francisco Mora Proyecto Venezuela                                                                  | Rafael Calles Rojas PSUV                                      | |  |
| Acarigua, Portuguesa Municipio Páez                              | Ellias Bittar Acción Democrática                                                                   | Efrén Pérez Urquiola PSUV                                     | |  |
| Cumaná, Sucre Municipio Sucre                                    | Roberto Alcala Acción Democrática                                                                  | David Velásquez PSUV                                          | |  |
| San Cristóbal, Táchira Municipio San Cristóbal                   | Daniel Ceballos Voluntad Popular                                                                   | José Gregorio Zambrano PSUV                                   | |  |
| Táriba, Táchira Municipio Cárdenas                               | Ricardo Hernández Movimiento Progresista de Venezuela                                              | Maryuri Pernia PSUV                                           | Tulio E.Rodríguez O. Vanguardia Popular |  |
| Rubio, Táchira Municipio Junín                                   | Yobel Sandoval COPEI                                                                               | Mercedes Chapeta PSUV                                         | |  |
| San Antonio del Táchira, Táchira Municipio Bolívar               | Simón Vargas Un Nuevo Tiempo                                                                       | Luis Araque PSUV                                              | |  |
| Valera, Trujillo Municipio Valera                                | José Karkom Voluntad Popular                                                                       | Gilberto Hernández PSUV                                       | |  |
| Trujillo, Trujillo Municipio Trujillo                            | Luis Briceño Acción Democrática                                                                    | Luz del Valle Castillo González PSUV                          | |  |
| La Guaira, Vargas Municipio Vargas                               | Fabiola Colmenares Voluntad Popular                                                                | Carlos Alcalá Cordones PSUV                                   | |  |
| San Felipe, Yaracuy Municipio San Felipe                         | José de la Cruz Convergencia Nacional                                                              | Alex Sánchez PSUV                                             | |  |
| Maracaibo, Zulia Municipio Maracaibo                             | Eveling Trejo de Rosales Un Nuevo Tiempo                                                           | Miguel Ángel Pérez Pirela PSUV                                | María Bolívar PDUPL Rafael Villalobos MOVEV |  |
| San Francisco, Zulia Municipio San Francisco                     | Julio Montoya Un Nuevo Tiempo                                                                      | Omar Prieto PSUV                                              | |  |
| Cabimas, Zulia Municipio Cabimas                                 | Alenis Guerrero Acción Democrática                                                                 | Félix Bracho PSUV                                             | |  |

## Candidatos a nivel nacional

### Candidatos del Distrito Capital
Lista de candidatos a optar a las alcaldía del Municipio Libertador del Distrito Capital por coalición política.
| Ciudad Municipio                                  | Candidatos (MUD) Partido político  | Candidatos (GPP) Partido político    | Candidatos (Disientes / Otros) Partido político                                                                                     |
| ------------------------------------------------- | ---------------------------------- | ------------------------------------ | --- |
| Libertador, Distrito Capital Municipio Libertador | Ismael García Avanzada Progresista | Jorge Rodríguez Gómez PSUV (Ganador) | Félix Rodríguez MR Javier Peñaloza PODER LABORAL Dusacar Rojas NUVIPA Andrés Durán Ríos Yvan Olivares Luis Velásquez Brígida García |

### Candidatos del Estado Vargas
Lista de candidatos a optar a la alcaldía del Municipio Vargas del Estado Vargas por coalición política.
| Ciudad Municipio                   | Candidatos (MUD) Partido político   | Candidatos (GPP) Partido político     | Candidatos (Disidentes / Otros) Partido político                                                                 |
| ---------------------------------- | ----------------------------------- | ------------------------------------- | --- |
| La Guaira, Vargas Municipio Vargas | Fabiola Colmenares Voluntad Popular | Carlos Alcalá Cordones (Ganador) PSUV | Rómulo Marcano OPINA Piel José Pinto Juan Bimba (Independiente GPP) Joandry Blanco NUVIPA Rusvel Gutiérrez MOVEV |

## Sondeos de opinión

### Intención de Voto Nacional
| Encuestadora | Fecha                       | GPP   | MUD   | Indecisos / Otros candidatos |
| ------------ | --------------------------- | ----- | ----- | ---------------------------- |
| Ivad         | 5-11 de julio de 2013       | 41%   | 40%   | 23%                          |
| Mercanálisis | 12-18 de agosto de 2013     | 38%   | 39%   | 27%                          |
| Datanálisis  | 25 de agosto de 2013        | 40,3% | 38,5% | 21,9%                        |
| ICS          | 14-24 de septiembre de 2013 | 45,6% | 30,3% | 14,6%                        |
| Ivad         | 13-30 de septiembre de 2013 | 43,2% | 25,8% | 38%                          |
| Keller       | 17 de octubre de 2013       | 34%   | 44%   | 18%                          |

## Resultados
El último boletín del Consejo Nacional Electoral (CNE) sobre las elecciones municipales del 8 de diciembre pasado confirmó que el chavismo ganó 76 % de las alcaldías del país.
Este porcentaje indica que esta fuerza política obtuvo 256 municipalidades, de las cuales 243, incluyendo el municipio Libertador en Caracas, se obtuvieron con las tarjetas del Partido Socialista Unido de Venezuela (PSUV) y de los partidos agrupados en el Gran Polo Patriótico (GPP). Las otras 13 las ganaron los partidos chavistas aliados a la Revolución Bolivariana.
De las 13 alcaldías, tres corresponden al partido Juan Bimba, dos al Partido Comunista de Venezuela (PCV), dos a Vanguardia Bicentenaria Republicana, una al Movimiento Electoral del Pueblo (MEP), una a los Tupamaros, dos al Movimiento Plurietnico Intercultural de Venezuela (Mopivene), una al partido Juventud Organizada de Venezuela (Joven) y una al Partido Socialista Organizado de Venezuela (PSOEV).
El boletín, divulgado este viernes en rueda de prensa por la vicepresidenta del Consejo Nacional Electoral, Sandra Oblitas, refiere que la coalición Mesa de la Unidad Democrática (MUD) obtuvo 75 alcaldías; 74 municipales y una metropolitana.
A este dato se suman otras seis alcaldías ganadas por partidos aliados a la MUD que no fueron a la elección en alianza. Dos de ellas pertenecen a la tarjeta del Movimiento al Socialismo (MAS), una al partido regional Progresistas Merideños Independientes, una a Poder Laboral, otra a A Unidos por el estado Monagas (Upem) y una a Voluntad Popular (VP). La oposición obtuvo al menos 81 alcaldías para un porcentaje de 24%.

## Resultados en Principales ciudades

### Capitales de los Estados
A continuación los resultados electorales emitidos por el Consejo Nacional Electoral de Venezuela correspondiente a las capitales de cada estado del país, incluyendo los municipios que conforman el Distrito metropolitano de Caracas. Los resultados se ordenarán de forma decreciente de acuerdo con la cantidad de electores de cada municipio.
| Ciudad                 | Municipio o Distrito   | Candidato PSUV           | %      | Concejales PSUV | Candidato MUD            | %      | Concejales MUD | Ventaja por % | Electores |
| ---------------------- | ---------------------- | ------------------------ | ------ | --------------- | ------------------------ | ------ | -------------- | ------------- | --------- |
| Caracas                | Distrito Metropolitano | Ernesto Villegas         | 47,22% | 5               | Antonio Ledezma          | 51,28% | 8              | 4,06          | 2.474.633 |
| Caracas                | Libertador             | Jorge Rodríguez Gómez    | 54,55% | 8               | Ismael García            | 43,34% | 5              | 11,21         | 1.625.151 |
| Caracas                | Sucre                  | Antonio Álvarez          | 44,51% | 4               | Carlos Ocaríz            | 52,79% | 9              | 8,28          | 474.549   |
| Caracas                | Baruta                 | Winston Vallenilla       | 19,21% | -               | Gerardo Blyde            | 79,81% | 11             | 60,60         | 235.954   |
| Caracas                | Chacao                 | Olga Azuaje              | 14,39% | -               | Ramón Muchacho           | 84,63% | 7              | 70,24         | 85.764    |
| Caracas                | El Hatillo             | Miguel Mariño            | 11,44% | -               | David Smolansky          | 44,24% | 7              | 32,80         | 53.415    |
| Maracaibo              | Maracaibo              | Miguel Pérez Pirela      | 46,64% | 5               | Eveling Trejo de Rosales | 51,74% | 8              | 5,10          | 944.129   |
| Barquisimeto           | Iribarren              | Luis Bohórquez           | 46,04% | 8               | Alfredo Ramos            | 52,41% | 5              | 6,37          | 682.682   |
| Valencia               | Valencia               | Miguel Flores            | 44,28% | 9               | Michele Cocchiola        | 54,24% | 4              | 9,96          | 578.193   |
| Maracay                | Girardot               | Pedro Bastidas           | 51,55% | 9               | Tonny Real               | 43,64% | 2              | 7,91          | 341.979   |
| Maturín                | Maturín                | José Maicavares          | 37,26% | 5               | Warner Jiménez           | 38,63% | 6              | 1,37          | 338.694   |
| Barcelona              | Simón Bolívar          | Guillermo Martínez       | 52,65% | 10              | Carlos Michelangeli      | 44,78% | 1              | 7,87          | 269.520   |
| La Guaira              | Vargas                 | Carlos Alcalá Cordones   | 53,92% | 9               | Fabiola Colmenares       | 37,99% | 2              | 15,93         | 265.837   |
| Cumaná                 | Sucre                  | David Velásquez          | 54,71% | 9               | Robert Alcalá            | 42,35% | 2              | 12,36         | 241.194   |
| Ciudad Bolívar         | Heres                  | Sergio Hernández         | 47,25% | 8               | Víctor Fuenmayor         | 40,92% | 3              | 6,33          | 224.297   |
| Barinas                | Barinas                | Edgardo Ramírez          | 48,58% | 3               | José Luis Machín         | 50,44% | 8              | 1,86          | 224.115   |
| San Cristóbal          | San Cristóbal          | José Zambrano            | 29,42% | -               | Daniel Ceballos          | 67,67% | 9              | 38,35         | 208.183   |
| Los Teques             | Guaicaipuro            | Francisco Garcés         | 52,21% | 10              | Rómulo Herrera           | 45,89% | 1              | 6,32          | 191.070   |
| Mérida                 | Libertador             | María Alejandra Castillo | 33,49% | 2               | Carlos García            | 63,82% | 7              | 30,33         | 168.040   |
| Coro                   | Miranda                | Pablo Acosta             | 47,97% | 6               | Víctor Jurado            | 46,87% | 3              | 1,10          | 138.895   |
| Guanare                | Guanare                | Rafael Calles Rojas      | 70,76% | 9               | Francisco Mora           | 23,97% | -              | 46,79         | 124.094   |
| San Fernando de Apure  | San Fernando           | Ofelia Padron            | 65,27% | 7               | Yadala Abouhadour        | 32,19% | 1              | 33,08         | 109.817   |
| San Juan de los Morros | Roscio                 | Gustavo Méndez           | 49,88% | 8               | Douglas González         | 48,22% | 1              | 1,66          | 86.493    |
| Puerto Ayacucho        | Atures                 | Delkis Bastidas          | 46,78% | 1               | Adriana González         | 49,57% | 7              | 2,79          | 72.005    |
| San Carlos             | Ezequiel Zamora        | Pablo Rodríguez          | 54,68% | 8               | Ramón Moncada            | 36,62% | 1              | 18,06         | 71.330    |
| San Felipe             | San Felipe             | Álex Sánchez             | 49,68% | 5               | José La Cruz Reyes       | 46,79% | 4              | 2,89          | 69.258    |
| Tucupita               | Tucupita               | Alexis González          | 54,38% | 7               | Omer Figueredo           | 11,72% | -              | 42,66         | 63.649    |
| Trujillo               | Trujillo               | Luz Castillo             | 53,16% | 5               | Luis Briceño             | 40,18% | 2              | 12,98         | 43.027    |
| La Asunción            | Arismendi              | Luis Díaz                | 44,38% | 1               | Richard Fermín           | 48,20% | 6              | 3,82          | 21.262    |

### Otras ciudades importantes
A continuación los resultados electorales emitidos por el Consejo Nacional Electoral de Venezuela correspondiente a ciudades que no son capitales de los estados pero generan importancia debido a características económicas y población. Los resultados se ordenarán de forma decreciente de acuerdo con la cantidad de electores de cada municipio.
| Ciudad                  | Municipio o Distrito   | Candidato PSUV         | %      | Concejales PSUV | Candidato MUD         | %      | Concejales MUD | Ventaja por % | Electores |
| ----------------------- | ---------------------- | ---------------------- | ------ | --------------- | --------------------- | ------ | -------------- | ------------- | --------- |
| Ciudad Guayana          | Caroní                 | José Ramón López       | 51,21% | 8               | Wilson Castro         | 43,52% | 4              | 7,69          | 462.725   |
| San Francisco           | San Francisco          | Omar Prieto            | 59,48% | 9               | Julio Montoya         | 39,32% | 1              | 20,16         | 279.291   |
| Cabimas                 | Cabimas                | Félix Bracho           | 49,78% | 5               | Alenis Guerrero       | 45,89% | 3              | 3,89          | 183.310   |
| Puerto La Cruz          | Sotillo                | Magglio Ordóñez        | 50,00% | 5               | Marcos Figueroa       | 48,33% | 3              | 1,67          | 170.856   |
| Punto Fijo              | Carirubana             | Alcides Goitia         | 63,43% | 8               | Gustavo Rivero        | 31,65% | 1              | 31,78         | 161.492   |
| Puerto Cabello          | Puerto Cabello         | Rafael Lacava          | 50,63% | 8               | Ylidio de Abreu       | 30,97% | 1              | 19,66         | 141.461   |
| Ciudad Ojeda            | Lagunillas             | Francisco Alvarado     | 44,54% | 2               | Mervin Méndez         | 44,96% | 6              | 0,42          | 126.613   |
| Acarigua                | Páez                   | Efrén Pérez            | 67,78% | 9               | Elías Bittar          | 26,13% | -              | 41,65         | 123.758   |
| El Tigre                | Simón Rodríguez        | Jesús Figuera          | 41,87% | 7               | José Brito            | 34,92% | 1              | 6,95          | 114.746   |
| La Victoria             | José Félix Ribas       | Juan Carlos Sánchez    | 49,57% | 2               | Luis Blanco           | 45,86% | 7              | 3,71          | 104.264   |
| Cabudare                | Palavecino             | Víctor Delgado         | 32,85% | -               | José Barreras         | 65,26% | 9              | 32,41         | 103.078   |
| Naguanagua              | Naguanagua             | Rafael Gil             | 34,50% | 1               | Alejandro Feo La Cruz | 59,13% | 8              | 24,63         | 100.916   |
| Valera                  | Valera                 | Gilberto Hernández     | 48,17% | 6               | José Karkom           | 49,60% | 3              | 1,43          | 100.503   |
| Calabozo                | Miranda                | Zobeida El Hinnaqui    | 51,41% | 8               | Francisco Delgado     | 27,48% | 1              | 23,93         | 89.446    |
| El Vigía                | Alberto Adriani        | Rodolfo Zerpa          | 34,18% | 2               | Juan Peña             | 42,27% | 7              | 8,09          | 85.643    |
| Cagua                   | Sucre                  | Eusebio Agüero         | 51,66% | 8               | Luis Latozefsky       | 22,46% | 1              | 29,20         | 84.052    |
| Valle de la Pascua      | Infante                | Juan Ortuño            | 47,92% | 1               | Pedro Loreto          | 49,15% | 8              | 1,23          | 80.513    |
| Porlamar                | Mariño                 | Dante Rivas            | 44,95% | 1               | Alfredo Díaz          | 54,35% | 8              | 9,4           | 79.527    |
| El Limón                | Mario Briceño Iragorry | Víctor Flores          | 46,87% | 6               | Delson Guarate        | 49,94% | 3              | 3,07          | 78.780    |
| Táriba                  | Cárdenas               | Maryury Pernia         | 31,09% | -               | Ricardo Hernández     | 61,92% | 9              | 30,83         | 71.839    |
| Boconó                  | Boconó                 | Gregorio Vetencourt    | 77,12% | 7               | Juan Luis Sánchez     | 21,04% | -              | 56,08         | 66.874    |
| Ejido                   | Campo Elías            | José Manuel Avendaño   | 46,51% | 2               | Omar Lares            | 50,34% | 7              | 3,83          | 65.602    |
| San Diego               | San Diego              | Rigoberto Oropeza      | 18,01% | -               | Vicencio Scarano      | 75,24% | 7              | 57,23         | 60.497    |
| Rubio                   | Junín                  | Mercedes Chapeta       | 46,13% | 1               | Yobel Sandoval        | 51,50% | 6              | 5,37          | 57.727    |
| San Antonio del Táchira | Bolívar                | Luis Araque            | 43,95% | 2               | Simón Vargas          | 53,61% | 5              | 9,66          | 53.939    |
| Lechería                | Diego Bautista         | María Escar            | 18,88% | -               | Gustavo Marcano       | 71,31% | 7              | 52,43         | 33.207    |
| La Grita                | Jauregui               | Macario César Sandoval | 48,03% | 1               | Alirio Guerrero       | 50,93% | 6              | 2,90          | 27.516    |
| Tovar                   | Tovar                  | Yvan Puliti            | 48,30% | 6               | Jeny Molina           | 25,46% | 1              | 22,84         | 27.499    |